# معاملة المثليين في فرنسا
تتصف حقوق المثليين والمثليات ومزدوجي الميول الجنسية والمتحولين جنسياً (اختصاراً: LGBT) في فرنسا بأنها من بين الأكثر تقدما في أوروبا وفي العالم. على الرغم من أن النشاط الجنسي المثلي كان جريمة كبرى أدت في الغالب إلى عقوبة الإعدام خلال فترة ما قبل الثورة الفرنسية، فقد أُلغِيت جميع قوانين السدومية عام 1791 إبَّان الثورة الفرنسية. ولكن صدر عام 1960 قانون أقل شهرة يتعلق بالمظهر غير اللائق، والذي استهدف في كثير من الأحيان المثليين جنسياً، قبل أن يُلغى بعد عشرين عاماً.
جرى تغيير السن القانوني للنشاط الجنسي المثلي أكثر من مرة قبل أن يتم تحقيق المساواة فيه عام 1982 خلال عهد الرئيس فرانسوا ميتران. وبعد منح الشركاء المثليين فوائد الشراكة المنزلية المعروفة باسم ميثاق التضامن المدني، أصبحت فرنسا الدولة الثالثة عشر في العالم التي تقوم بتشريع زواج المثليين عام 2013. تم سن قوانين في عام 1985 و2012، تحظر التمييز على أساس التوجه الجنسي والهوية الجندرية، على التوالي. في عام 2009 أصبحت فرنسا أول دولة في العالم تلغي تصنيف التحول الجنسي كمرض عقلي. ومنذ عام 2017، تم السماح للأشخاص المتحولين جنسياً بتغيير جنسهم القانوني دون الخضوع لجراحة أو تلقي أي تشخيص طبي.
يُنظر إلى فرنسا على أنها واحدة من أكثر الدول الليبرالية ثقافياً والصديقة للمثليين في العالم أجمع، تشير استطلاعات الرأي العام حول نظرة المجتمع الفرنسي للمثلية الجنسية وزواج المثليين باعتبارها إيجابية بشكل كبير، أشار استطلاع آخر يعود إلى عام 2013 إلى أن نسبة 77% من الفرنسيين يعتقدون أنه يجب على المجتمع تقبل المثلية الجنسية، وهي واحدة من أعلى المعدلات في الـ39 دولة التي أجري فيها الاستطلاع. وتعتبر العديد من الصحف والمجلات باريس كواحدة من أكثر المدن الصديقة للمثليين في العالم، حيث يُقال أن لدى حي ماريه، و«حي بيغال»، وغابة بولونيا حياة ليلية ومجتمع للمثليين والمثليات مزدهر.

## قانونية النشاط الجنسي المثلي

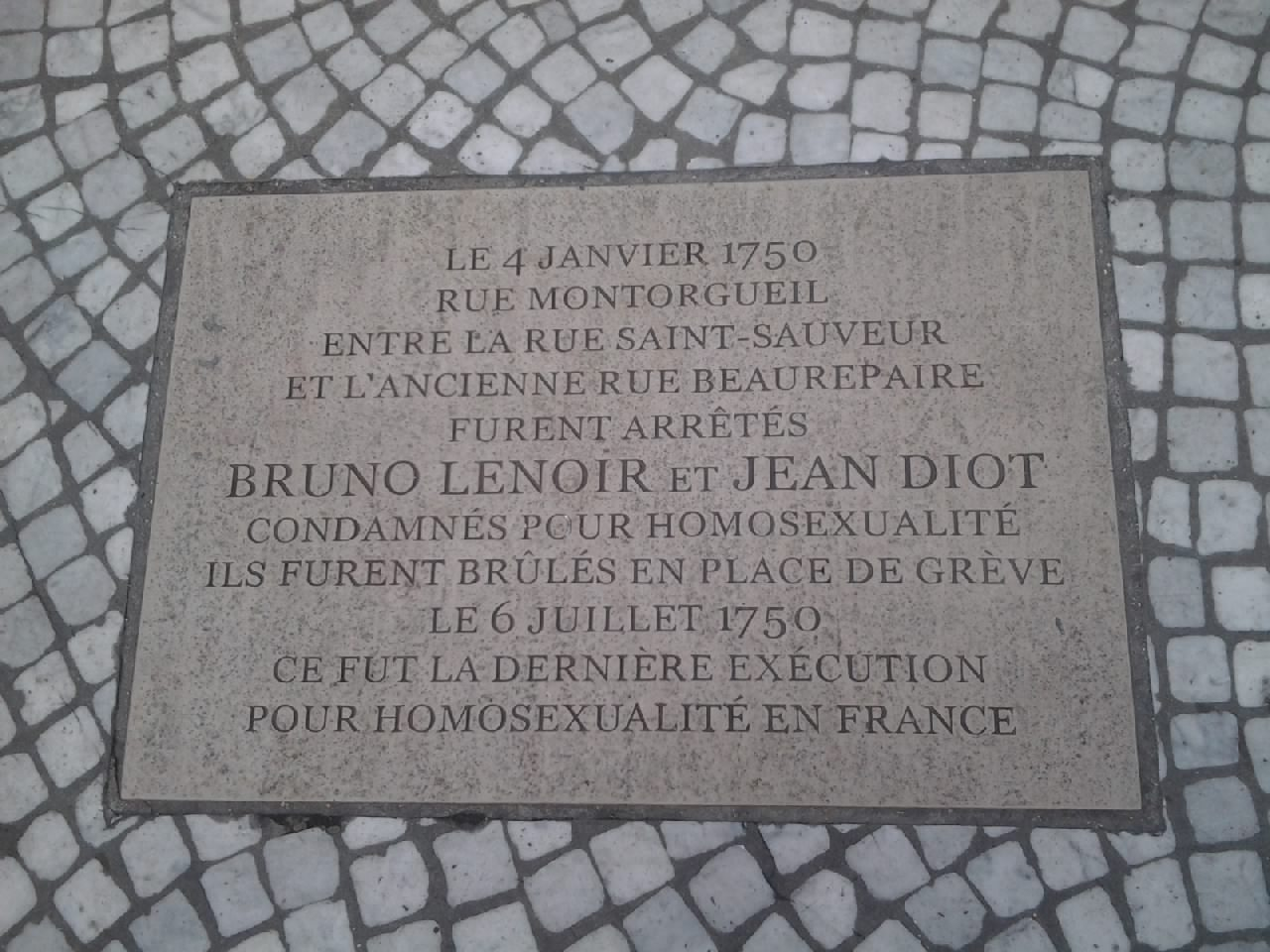
لوحة تذكارية في باريس لجان ديوت وبرونو لينوار اللذان كانا آخر ضحيتان يقتلان بتهمة السدومية في فرنسا في القرن الثامن عشر

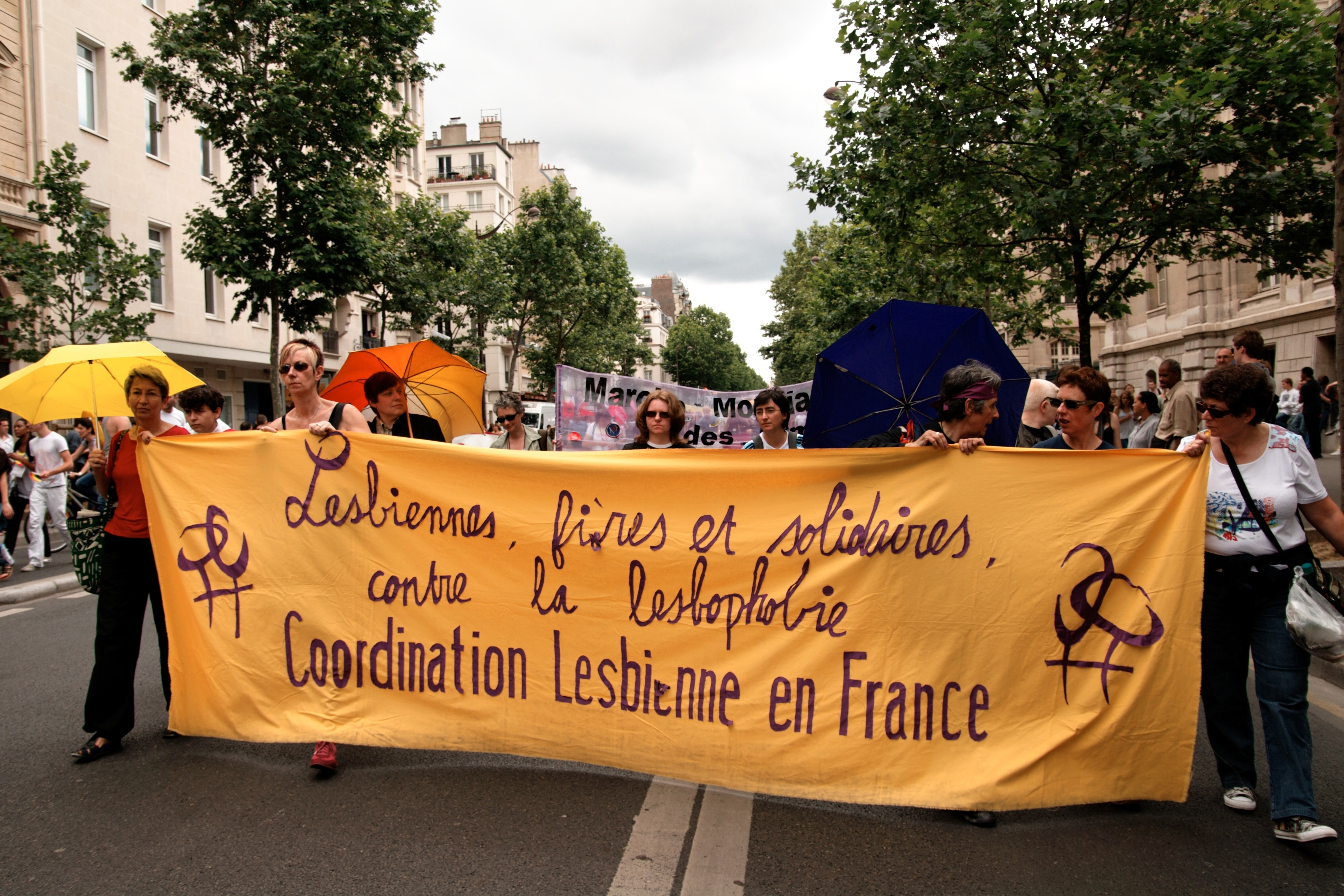
مسيرة فخر المثليين في باريس في عام 2008

### قوانين السدومية
كانت السدومية قبل اندلاع الثورة الفرنسية جريمة تحمل الإدانة فيها عواقب وخيمة. كان جان ديوت (بالفرنسية: Jean Diot)‏ وبرونو لينوار (بالفرنسية: Bruno Lenoir)‏ آخر مثليين تعرضا للحرق حتى الموت في 6 يوليو 1750. ألغت الثورة الفرنسية الأولى تجريم المثلية الجنسية حيث لم يتضمن قانون العقوبات الصادر لعام 1791 أي ذكر للعلاقات الجنسية المثلية في الأماكن الخاصة. حُفِظت هذه السياسة الخاصة بالعلاقات الجنسية في الأماكن الخاصة بموجب ما نص عليه قانون العقوبات لعام 1810، وجرى اتباع السياسة ذاتها في الدول والمستعمرات الفرنسية التي اعتمدت قانون العقوبات. ومع ذلك فقد كان يُنظر للمثلية الجنسية وشهوة الملابس المغايرة على نطاقٍ واسع باعتبارها غير أخلاقية، وكان الأشخاص المثليون والمثليات ومزدوجي التوجه الجنسي والمتحولين جنسياً يتعرضون للمضايقات والملاحقات القانونية بموجب مختلف القوانين المتعلقة بالأخلاق والنظام العام. تعرض بعض المثليين من منطقتي الألزاس واللورين للاضطهاد وأرسلوا إلى معسكرات الاعتقال، وذلك بعد إقدام النظام النازي على ضم المنطقتين خلال الحرب العالمية الثانية عام 1940.

### سن قانونية للنشاط الجنسي المثلي أعلى من السن القانونية للنشاط الجنسي المغاير
صدر القانون المعني بالسن القانوني للنشاط الجنسي بتاريخ 28 أبريل عام 1832. وتم تحديده إلى 11 سنة لكلا الجنسين على حدٍ سواء، ورفع السن ليصبح عند 13 سنة في 1863. وفي 6 أغسطس 1942، وضعت حكومة فيشي قانوناً تمييزياً ضمن قانون العقوبات: زادت المادة 334 (والتي نقلت إلى المادة 331 في 8 فبراير 1945 من قبل الحكومة المؤقتة للجمهورية الفرنسية) السن القانونية للعلاقات الجنسية المثلية إلى 21 و 15 كسن قانونية للعلاقات الجنسية المغايرة جنسياً. ثم تم تخفيض سن 21 عاماً إلى 18 سنة في عام 1974، والذي أصبح السن القانوني للنشاط الجنسي. ظل هذا القانون ساريًا حتى يوم 4 أغسطس 1982، حينما تم إلغاؤه في عهد الرئيس فرانسوا ميتران لتتحقق المساواة في السن القانونية للنشاط الجنسي المثلي والمغاير على حدٍ سواء عند 15 عاماً، على الرغم من المعارضة القوية لـ«جان فوييه» في الجمعية الوطنية الفرنسية.

### المظهر غير اللائق
اعتمد قانون تمييزي أقل شهرة في عام 196، وأدخلت في القانون الجنائي (المادة 330 Alinea 2) فقرة تضاعف عقوبة المظهر غير اللائق للنشاط المثلي. كان الهدف من هذا الأمر هو قمع القوادة (المسؤولين عن المومسات والبغايا). تم تبني الفقرة ضد المثلية الجنسية بسبب رغبة البرلمان، على النحو التالي:
«اعتمد هذا الأمر من قبل السلطة التنفيذية بعد ان منحها البرلمان لاتخاذ تدابير تشريعية ضد الآفات الوطنية مثل إدمان الكحول. ورأى بول ميرغيت، عضو في الجمعية الوطنية، أن المثلية الجنسية هي أيضاً آفة، وبالتالي اقترح تعديلاً فرعيًا، يعرف بالتالي باسم تعديل ميرغيت، ويكلف الحكومة بتطبيق التدابير التي تم تبنيها ضد المثلية الجنسية.»
ألغيت المادة 330 Alinea 2 في عام 1980 كجزء من إصلاح تشريعي أعاد تعريف العديد من الجرائم الجنسية.

## الاعتراف القانوني بالعلاقات المثلية
تم تشريع ميثاق التضامن المدني (PACS)
في عام 1999، وهي شكل من أشكال الشراكات المنزلية المسجلة، للشركاء المثليين والشركاء المغايرين من قبل حكومة ليونيل جوسبان.يحصل الشركاء الذين يسجلون انفسهم في الميثاق على معظم الحماية القانونية، وحقوق ومسؤوليات الزواج. غير أن الحق في التبني والتلقيح الصناعي غير قانوني للشركاء المسجلين في الميثاق (ويقتصر إلى حد كبير على المتزوجين المغايرين). على عكس المتزوجين، لم يكن مسموحًا لهم في الأصل تقديم إقرارات ضريبية مشتركة إلا بعد 3 سنوات من الشراكة على الرغم من إلغاء ذلك في عام 2005.
لا يتم الاعتراف بالإتحادات المدنية/الشراكات المنزلية التي تتم بموجب القوانين في البلدان الأجنبية إلا في عدد قليل من البلدان. الشراكات المدنية في المملكة المتحدة غير معترف بها - والحل الوحيد المتاح حاليا للشريكين في شراكة مدنية من المملكة المتحدة للحصول على حقوق ميثاق التضامن الوطني في فرنسا هو حل شراكتهما المدنية ومن ثم إنشاء ميثاق في فرنسا. وعلى النقيض من ذلك، فإن الشراكات المسجلة في هولندا معترف بها بالفعل. غير أن هذا لا يسمح بحق الحصول على المواطنة المزدوجة، المخصصة فقط للأزواج المتزوجين المغايرين. على سبيل المثال، المواطن الفرنسي الذي يدخل في شراكة مسجلة مع مواطن هولندي في هولندا، ويحصل منها على الجنسية الهولندية، يفقد جنسيته الفرنسية تلقائياً.

بعد الجزر الكاريبية الهولندية، أصبحت كل من أقاليم ماوراء البحار الفرنسية غوادلوب ومارتينيك وتجمعات ماوراء البحار الفرنسية تجمع سان مارتين وسان بارتيلمي القسم الثاني من الجزر الكاريبي التي قامت بتشريع زواج المثليين

في 14 يونيو 2011، صوتت الجمعية الوطنية الفرنسية ضد تشريع زواج المثليين في تصويت 222 صوتا لصالحه مقابل 293 صوتا ضده لصالحه (222-293). صوت نواب حزب الاتحاد من أجل حركة شعبية في الغالب ضد الإجراء، في حين صوت نواب الحزب الاشتراكي في الغالب لصالحه. وذكر أعضاء الحزب الاشتراكي أن تشريع زواج المثليين سيصبح أولوية إذا حصلوا على أغلبية في انتخابات 2012 . في 7 مايو 2012، فاز فرانسوا أولاند في الانتخابات. في أكتوبر، تم تقديم مشروع قانون زواج جديد من قبل الحكومة الفرنسية. في 2 فبراير 2013، وافقت الجمعية الوطنية على المادة 1 من مشروع القانون، بأغلبية في تصويت 249 صوتًا لصالحه مقابل 97 صوتا ضده (249-97).
 في 12 فبراير 2013، وافقت الجمعية الوطنية على مشروع القانون ككل في تصويت 329 صوتا لصالح مقابل 229 صوتا ضد (329-229) وأرسلته إلى مجلس الشيوخ الفرنسي. صوتت أغلبية الحزب الاشتراكي الحاكم لصالح مشروع القانون (صوت 4 فقط من أعضائه ضد)، في حين صوت أغلبية حزب اتحاد من أجل حركة شعبية المعارض ضده (صوت اثنان فقط من أعضائه لصالحه).
في 4 أبريل 2013، بدأ مجلس الشيوخ النقاش حول مشروع القانون وبعد خمسة أيام، وافق على مادته الأولى في تصويت 179 صوتا لصالحه و 157 صوتا ضده (179-157). في 12 أبريل، وافق مجلس الشيوخ على مشروع القانون مع تعديلات طفيفة. في 23 أبريل، وافقت الجمعية الوطنية على مشروع القانون المعدل في تصويت 331 صوتا لصالحه و225 صوتا ضده (331-225)، وبالتالي فتح الزواج وحقوق التبني للأزواج المثليين، مما جعل فرنسا الدولة الثالثة عشر في العالم التي تقوم بتشريع زواج المثليين.
ومع ذلك، فقد تم تقديم رفع دعوى ضد القانون من قبل حزب الاتحاد من أجل حركة شعبية المحافظ في المجلس الدستوري عقب التصويت. في 17 مايو 2013، قرر المجلس أن القانون دستوري. في 18 مايو 2013، وقع الرئيس فرانسوا هولاند على مشروع القانون ليصبح قانونًا، وتم نشره رسميًا في اليوم التالي في الجريدة الفرنسية الرسمية. أقيم أول حفل زواج رسمي مثلي في 29 مايو في مدينة مونبلييه.

## التبني وتنظيم الأسرة
أصبح الأزواج المثليون قادرين على تبني الأطفال قانونيا منذ مايو 2013، عندما دخل قانون زواج المثليين حيز التنفيذ. تم الإعلان عن أول تبني مشترك لزوجين مثليين في 18 أكتوبر 2013.
في أبريل 2018، ذكرت «رابطة الآباء والأمهات المثليين» أن أربعة فقط من الأزواج المثليين تمكنوا من تبني طفل معا (بصرف النظر عن تبني أحد الشريكين للطفل البيولوجي للشريك الآخر)، وذكرت «جمعية الأسر المثلية» أن «بعض العائلات» تمكنت من رعاية طفل فرنسي وبأن «أقل من عشرة» تمكنوا من رعاية طفل أجنبي.
في عام 2018، لا يزال الأزواج المثليون غير قادرين على الوصول إلى تقنيات التلقيح بالمساعدة، (بالفرنسية: Procréation médicalement assistée")‏ والتي تعتبر متاحة فقط للأزواج المغايرين في فرنسا. أظهر استطلاع للرأي أجري عام 2012 أن 51% من السكان الفرنسيين يؤيدون السماح للزوجات المثليات بالوصول إليه. كما يدعم الحزب الاشتراكي الفرنسي ذلك. في يونيو 2017، صرح متحدث باسم الرئيس الفرنسي إيمانويل ماكرون بأن الحكومة تعتزم التشريع للسماح بتقنيات التلقيح بالمساعدة للزوجات المثلية. جاء ذلك في أعقاب تقرير أعدته لجنة أخلاقيات مستقلة في فرنسا أوصت بتنقيح قانون تقنيات التلقيح بالمساعدة ليشمل الزوجات المثليات والأشخاص العازبين. وقالت وزيرة المساواة بين الجنسين، مارلين شيابا، أنه من المرجح أن يتم تمرير مشروع قانون يسمح للزوجات المثليات والنساء العازبات بالوصول إلى تقنيات الإنجاب بالمساعدة في البرلمان في عام 2018. في عام 2017، أظهر استطلاع للرأي أن 64 % من الشعب الفرنسي يؤيدون تمديد تقنيات التلقيح بالمساعدة إلى الزوجات المثليات. في يوليو 2018، قدم النائب غيوم شيشي مشروع قانون لتشريع تقنيات التلقيح بالمساعدة للزوجات المثليات والنساء العازبات. في يونيو 2019، أخبر رئيس الوزراء الفرنسي، إدوار فيليب الجمعية الوطنية أنه سيتم نقاش تشريع مقدم من قبل الحكومة في الجمعية من نهاية سبتمبر 2019.
في 5 يوليو 2017، حكمت محكمة النقض بأن الطفل المولود لأم حاضنة في الخارج يمكن تبنيه من قبل شريك والده البيولوجي. ولكن، رفضت المحكمة طلبًا بالاعتراف التلقائي بالوالدين المدرجين في شهادة الميلاد الأجنبية.

## الحماية من التمييز
في عام 1985، صدر تشريع وطني يحظر التمييز القائم على التوجه الجنسي في التوظيف والإسكان وغير ذلك من أحكام الخدمات والسلع العامة والخاصة. في يوليو/تموز 2012، أضاف البرلمان الفرنسي الهوية الجنسية إلى أسس الحماية القانونية للتمييز في القانون الفرنسي. استخدمت عبارة الهوية الجنسية كمرادف للهوية الجندرية على الرغم من بعض الانتقادات من قبل الفرع الأوروبي للمؤسسة الدولية للمثليين والمثليات ومزدوجي التوجه الجنسي والمتحولين جنسيا وثنائيي الجنس (بالإنجليزية: ILGA-Europe)‏، الذي لا يزال يعتبرها خطوة مهمة. في 18 نوفمبر 2016، عدل قانون جديد المادة 225-1 من قانون العقوبات الفرنسي واستبدل «الهوية الجنسية» بـ «الهوية الجندرية».
ينص الفصل 2 من «قانون العمل» (بالفرنسية: Code du travail)‏ على ما يلي:
| معاملة المثليين في فرنسا | "لا يجوز استبعاد أي شخص من عملية التوظيف أو من التدريب الداخلي أو دورة تدريبية لشركة، ولا يجوز معاقبة أي موظف أو فصله أو إخضاعه لإجراء تمييزي، مباشر أو غير مباشر ، [...] ، بسبب الأصل أو الجنس أو الأخلاق أو التوجه الجنسي أو الهوية الجندرية أو العمر أو الوضع العائلي أو الحمل أو الخصائص الجينية أو الوضع الاقتصادي أو العضوية أو عدم العضوية، سواء أكانت حقيقية أم من مفترضة، لجماعة عرقية أو أمة أو عرق أو آراء سياسية أو نقابية أو متبادلة الأنشطة أو المعتقدات الدينية أو المظهر الجسدي أو الاسم الأخير أو مكان الإقامة أو الظروف الصحية أو فقدان الاستقلال أو العجز أو استخدام لغة غير الفرنسية. | معاملة المثليين في فرنسا |

### التمييز في المدارس
في مارس/آذار 2008، أعلن وزير التعليم كزافيير داركوس عن سياسة تهدف إلى مكافحة جميع أشكال التمييز، بما في ذلك الجنسية المثلية، في المدارس، وهي واحدة من أوائل القوانين في العالم. كانت واحدة من 15 أولوية وطنية للتعليم للسنة الدراسية 2008-2009.
كما أطلق الاتحاد الفيدرالي المستقل والديمقراطي للمدارس الثانوية (بالفرنسية: Fédération Indépendante et Démocratique Lycéenne)‏ - وهو أول اتحاد طلابي في المدارس الثانوية في فرنسا - حملات ضد رهاب المثلية في المدارس وبين الشباب.
في يناير/كانون الثاني 2019، أطلقت وزارة التربية حملة جديدة للتصدي للتنمر ضد التللميذ من مجتمع المثليين في المدارس. تساعد الحملة، المسماة «الكل متساوون، الكل متحالفون» (بالفرنسية: "Tous égaux ، tous alliés")‏، التلاميذ على الوصول إلى الخدمات للإبلاغ عن التنمر، وإنشاء خط مساعدة للطلاب والموظفين لاستخدامه، ويتطلب من جميع المدارس الفرنسية توفير التوجيه حول قضايا المثليين. وسيكون يوم 17 مايو، اليوم العالمي لمناهضة رهاب المثلية، يومًا خاصًا لتعزيز أعمال التحسيس.

## قوانين جرائم الكراهية
وفي 31 كانون الأول/ديسمبر 2004، وافقت الجمعية الوطنية الفرنسية على تعديل للتشريعات القائمة المناهضة للتمييز يجعل التعليقات ذات الطابع المعادي للمثليين، أو التمييز الجنسي أو العنصري أو كراهية الأجانب غير قانونية. وقد تم انتقاد العقوبة القصوى المفروضة وهي غرامة مالية قدرها 45,000 يورو و/ أو 12 شهرًا سجنا من قبل جماعات الحرية المدنية مثل منظمة مراسلون بلا حدود كتعدي خطير على حرية التعبير. لكن حكومة الرئيس جاك شيراك المحافظة أشارت إلى زيادة العنف ضد المثليين كمبرر لهذا الإجراء. ومن المفارقات، أن النائب كريستيان فانيست عن حزب الاتحاد من أجل حركة شعبية الخاص بشيراك، أصبح أول شخص يدان بموجب القانون في يناير 2006 على الرغم من أنه قد تم إلغاء هذه الإدانة في وقت لاحق من قبل محكمة النقض بعد رفض الاستئناف.
أنشأ قانون ديسمبر 2004 «الهيئة العليا لمكافحة التمييز ولأجل المساواة». عدل الباب الثالث والمادتان 20 و 21 منه القانون الصادر في 29 يوليو 1881 بشأن حرية الصحافة لوضع أحكام لجرائم أكثر تحديدًا، بما في ذلك السب أو التشهير أو الإهانة أو التحريض على الكراهية أو العنف أو التمييز ضد شخص أو مجموعة من الأشخاص بسبب جنسهم أو ميولهم الجنسية أو إعاقتهم.
عندما يكون الدافع وراء الاعتداء الجسدي أو وراء القتل، التوجه الجنسي للضحية، يزيد القانون العقوبات التي تعطى عادة لغيرها من الجرائم.
ورفضت التعديلات التي اقترحها مجلس الشيوخ الفرنسي والتي كانت ستحتاج إلى دليل على العلاج الطبي. في 17 نوفمبر، قرر المجلس الدستوري أن مشروع القانون دستوري. ووقع عليه الرئيس فرانسوا أولاند في 18 نوفمبر 2016، ونشر في المجلة الرسمية في اليوم التالي، ودخل حيز التنفيذ في 1 يناير 2017.

## حقوق ثنائيي الجنس
يتمتع الأشخاص ثنائيو الجنس في فرنسا ببعض الحقوق التي يتمتع بها الأشخاص الآخرون، ولكن مع وجود ثغرات كبيرة في الحماية من التدخلات الطبية القسرية والحماية من التمييز. رداً على ضغوط الناشطين ثنائيي الجنس والتوصيات الصادرة عن هيئات معاهدات الأمم المتحدة، نشر مجلس الشيوخ تحقيقاً في معاملة الأشخاص ثنائيي جنسياً في فبراير/شباط 2017. ويتخذ «غايتان شميت»، حالياً إجراءات قانونية للحصول على «الجنس المحايد» ("sexe neutre"). في 17 مارس 2017، وصف رئيس الجمهورية، فرانسوا هولاند، التدخلات الطبية القسرية لجعل جنس الأطفال ثنائيي الجنس أكثر ذكرا أو أنثى بشكل متزايد باعتبارها تشويهًا وانتهاكا لحقوق الإنسان.

## الخدمة العسكرية
يسمح للأفراد من المثليات والمثليين ومزدوجي التوجه الجنسي والمتحولين جنسيا بالخدمة علنا في القوات المسلحة الفرنسية.

## التبرع بالدم
منع منشور من المديرية العامة للصحة يعود تاريخه إلى 20 يونيو 1983 في ذروة تفشي فيروس نقص المناعة البشرية، الرجال الذين يمارسون الجنس مع الرجال (MSM) من التبرع بالدم . ولكن، فقد تم إلغاءه بموجب مرسوم وزاري في 12 يناير 2009.
في 3 أبريل 2015، قدم نائب عن حزب «اتحاد الديمقراطيين والمستقلين»، أرنود ريتشارد، تعديلاً ضد استبعاد الرجال الذين يمارسون الجنس مع الرجال، تمت الموافقة في وقت لاحق في نفس الشهر.
في نوفمبر 2015، أعلن وزيرة الصحة ماريسول توران بأنه يمكن للرجال مثليي الجنس ومزدوجي التوجه الجنسي في فرنسا التبرع بالدم بعد سنة من الامتناع عن ممارسة الجنس. تم تطبيق هذه السياسة ودخلت حيز التنفيذ في 10 يوليو 2016.

## حراك حقوق المثليين في فرنسا

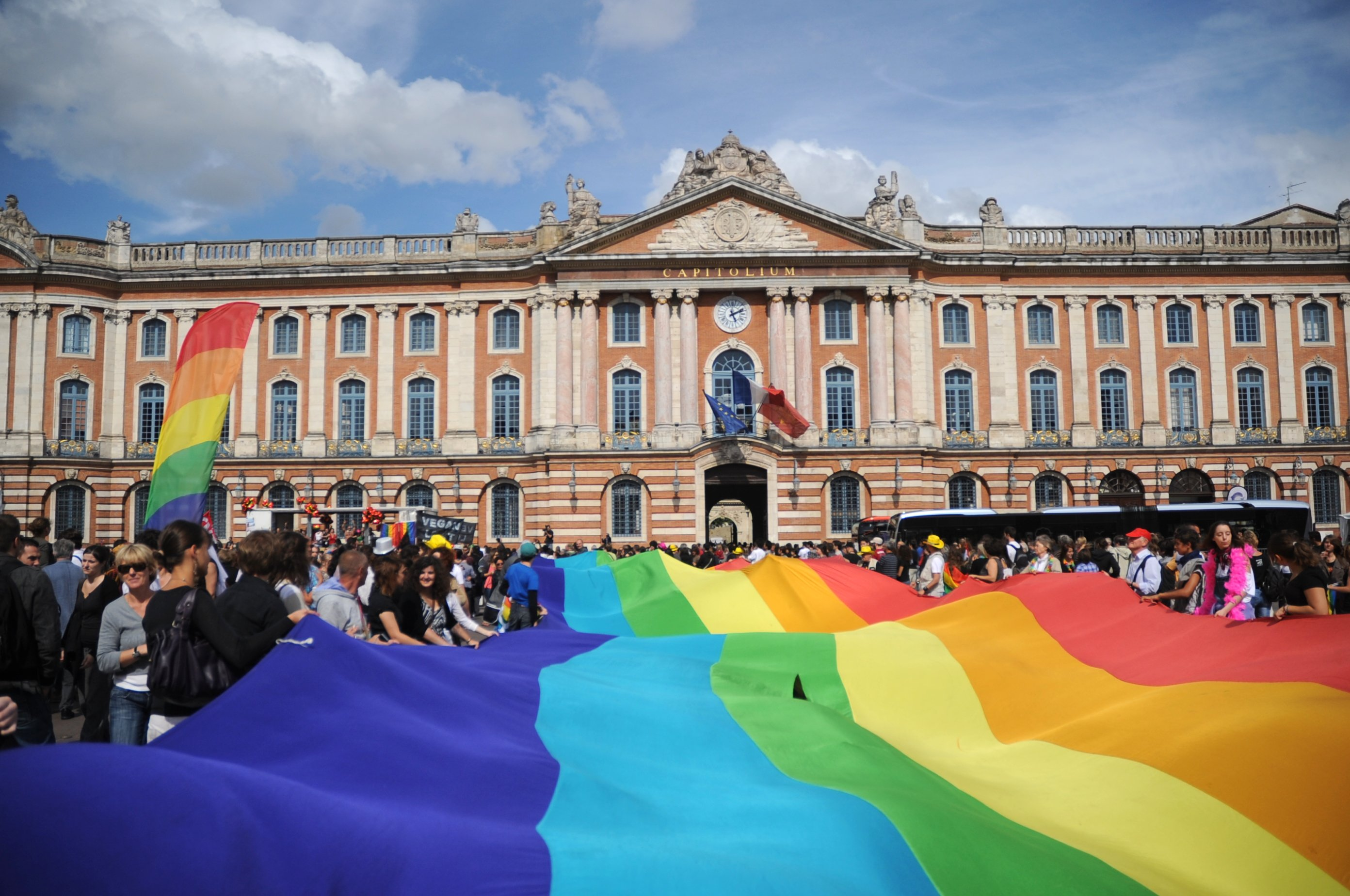
مسيرة فخر المثليين في مرسيليا عام 2011

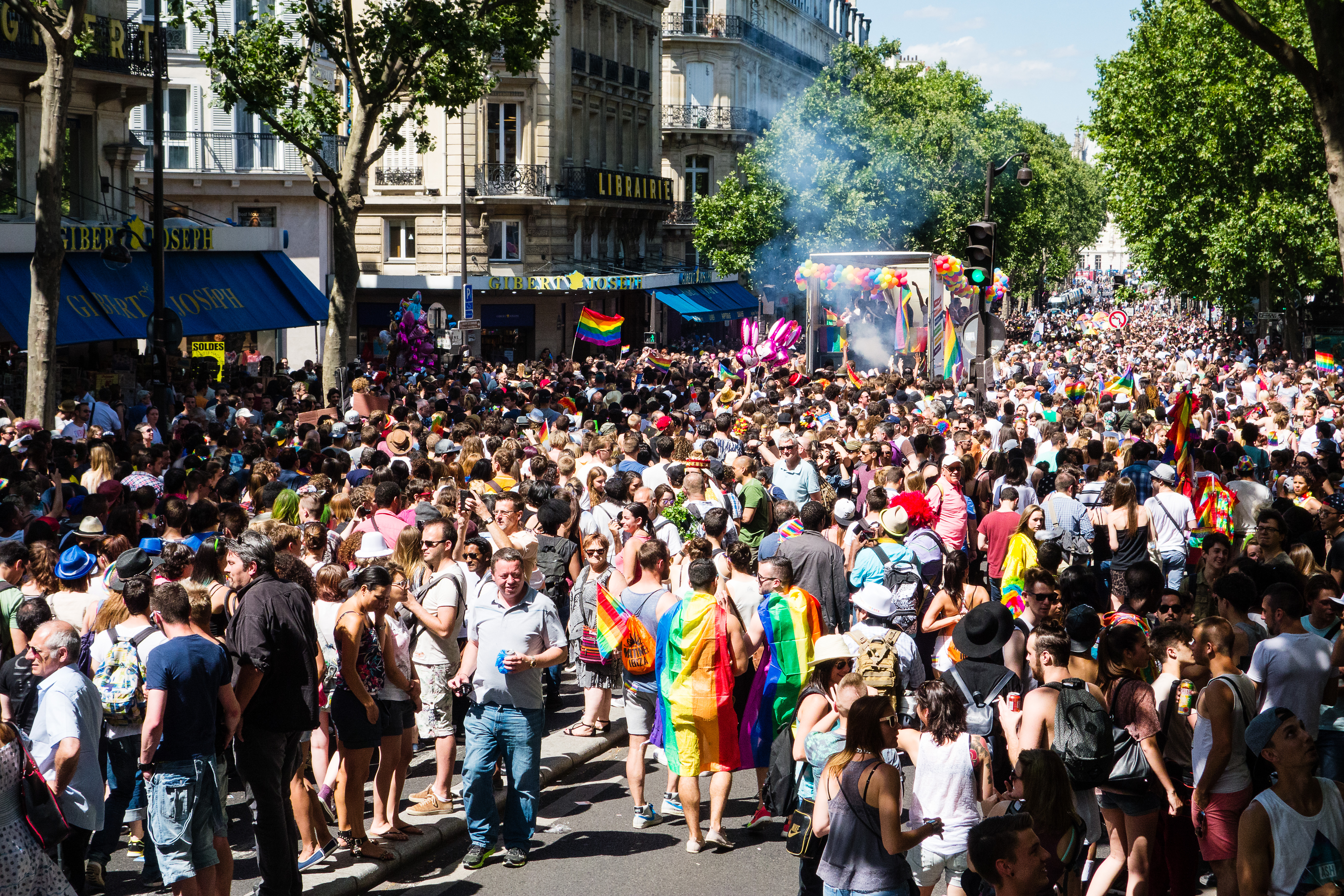
فخر باريس يعقد سنويا في نهاية شهر يونيو، ويستقطب عشرات الآلاف من المشاركين

تعمل في فرنسا عدة منظمات تدافع عن حقوق المثليين ومنها آكت آب باريس (بالفرنسية: Act Up)‏، أس أو أس هوموفوبي (بالفرنسية: SOS Homophobie)‏، آركادي (بالفرنسية: ARCADIE)‏،
«أف آهتش أي آر» (بالفرنسية: FHAR)‏، المثليات الحمر (بالفرنسية: ROUGES Gouine)‏، «جي آل آيتش» (بالفرنسية: GLH)‏، «سي يو أي آر أيتش» (بالفرنسية: CUARH)‏ و«جمعية مساعدة المتحولين جنسيا» (بالفرنسية: L'Association Trans Aide)‏ التي أنشئت في سبتمبر 2004) و«قضية مزدوجي التوجه الجنسي» (بالفرنسية: Bi'cause)‏.

## الرأي العام
أعلن رئيس بلدية باريس بين عامي 2001 و 2014، برترون ديلانوي، عن مثليته الجنسية في عام 1998، قبل أول انتخابات له في عام 2001.
في ديسمبر 2006، أظهر استطلاع أجراه إيوبوي-موري يوروباروميتر أن 62% من الفرنسيين يدعمون زواج المثليين، بينما يعارض 37% منهم. واعتقد 44 % من الفرنسيين أنه يجب السماح للشركاء المثليين بتبني الأطفال، ببنما اعتقد 55%بأنه يجب ألا يكون لدى الشركاء المثليين أي حقوق للأبوة أو الأمومة.
في يونيو 2011، وجد استطلاع أجراه إيفوب أن 63% من الفرنسيين يؤيدون زواج المثليين، وبأن 58% من الفرنسيين يؤيدون حقوق التبني للشركاء المثليين. في عام 2012، أظهر استطلاع للرأي أجراه مؤسسة إيفوب أن 90% من الفرنسيين ينظرون إلى المثلية الجنسية وكأنها طريقة أخرى لعيش حياتهم الجنسية.
أظهر استطلاع للرأي أجراه مركز بيو للأبحاث عام 2013 أن 77% من الفرنسيين يعتقدون أنه يجب على المجتمع تقبل المثلية الجنسية، بينما اعتقد 22٪ أنها لا ينبغي أن تكون مقبولة. كان الأشخاص الأصغر سنًا أكثر قبولًا: فقد اعتقد 81% من الأشخاص الذين تتراوح أعمارهم بين 18 و29 عامًا أنه يجب قبولها، و 79% من الأشخاص الذين تتراوح أعمارهم بين 30 و 49، و 74% من الأشخاص الذيت تتجاوز أعمارهم ال50 عامًا.
نشرت بلانيت روميو، وهي شبكة اجتماعية للمثليين، أول مؤشر السعادة للمثليين (GHI) في شهر مايو من عام 2015. وسُئل الرجال المثليون من أكثر من 120 دولة حول شعورهم حيال نظرة مجتمعاتهم للمثلية الجنسية، وكيف يواجهون الطريقة التي يُعاملون بها من قبل أشخاص آخرين ومدى رضاهم عن حياتهم. احتلت فرنسا المرتبة 21 مع نتيجة بلغت 63 على مؤشر السعادة، وهي مرتبة أعلى من جنوب أفريقيا وأقل من أستراليا.
وجد استطلاع للرأي أجراه مركز بيو للأبحاث عام 2017 أن 73% من الفرنسيين يؤيدون زواج المثليين، بينما يعارضه 23% منهم.

## الأقاليم والتجمعات ما وراء البحار الفرنسية
زواج المثليين قانوني في جميع أقاليم وتجمعلت ماوراء البحار الفرنسية. رغم هذا، فإن قبول المثلية الجنسية والعلاقات الجنسية المثلية يميل إلى أن يكون أقل مما هو عليه في فرنسا المتروبولية، حيث أن السكان بشكل عام في تلك الأقاليم أكثر تديناً، ويلعب الدين دوراً أكبر في الحياة العامة. كما أن العديد من هذه المجتمعات عائلية وقبلية للغاية حيث يحظى شرف العائلة باحترام كبير. في بعض هذه المناطق، ينظر إلى المثلية الجنسية في بعض الأحيان على أنها «أجنبية» وبأنه «يمارسها السكان البيض فقط». تسبب أول زواج مثلي في تجمع سان مارتين وبولينيزيا الفرنسية في مظاهرات عامة ضد حالات الزواج هذه. يمكن أن يؤدي الجهل حول المثلية الجنسية إلى العنف والكراهية، أو من ناحية أخرى الفضول. أظهرت دراسة أجريت في عام 2014 أن حوالي 20% من المقيمين في أقاليم فرنسا ماوراء البحار رأوا المثلية الجنسية كأي جنس آخر، مقارنة بـ77% في فرنسا المتروبولية. ومع ذلك، فإن قانون زواج المثليين لعام 2013 قد أدى إلى زيادة النقاش حول موضوع المحرم والمهمل سابقا. واكتسب الأشخاص من مجتمع المثليين مكانة بارزة منذ عام 2013.
من أصل 27 نائباً عن أقاليم وتجمعات ماوراء البحار الفرنسية في البرلمان الفرنسي، صوت 11 نائبا (2 من مايوت، 3 من لا ريونيون، 1 من غيانا الفرنسية، 1 من غوادلوب، 1 من مارتينيك، 2 من كاليدونيا الجديدة وواحد من سان بيير وميكلون) لصالح زواج المثليين، وصوت 11 نائبا (2 من غوادلوب، 3 من مارتينيك، 3 من بولينيزيا الفرنسية، 2 من لا ريونيون و1 من تجمع سان مارتين وسان بارتيلمي) صوتوا ضده، وامتنع 1 (من غيانا الفرنسية) عن التصويت ولم يكن 3 نواب (نائب واحد لكل من لا ريونيون وغواديلوب وواليس وفوتونا) موجودين خلال التصويت.
جمعية «دعنا نذهب» (بالفرنسية الكريولية: An Nou Allé) هي جمعية تدافع عن حقوق المثليين تنشط في منطقة البحر الكاريبي الفرنسية. كما توجد جمعيات أخرى ك«آيدز تيريتوار مارتنيك» (بالفرنسية: AIDES Territoire Martinique)‏ و«كاب كاريايب» (بالفرنسية: AIDES Territoire Martinique)‏ و«تجينبي راد بريفونسيون» (بالفرنسية: Tjenbé Rèd Prévention)‏ و«سايف أس أكس أم» (بالهولندية: SAFE SXM). تشتهر غوادلوب، مارتينيك، تجمع سان مارتين، وسان بارتيلمي عالميا بشواطئها ومناطق الجذب السياحي، والتي تشمل حانات المثليين، والمراقص، وحمامات البخار والشواطئ. عُقد أول «فخر للمثليين في الكارييب» في مدينة لو كاربيت في مارتينيك في يونيو 2017، ويعتبؤ هذا الحدث ناجحا، إذ حضر الحدث بضعة آلاف من الأشخاص وشمل حفلة شاطئية ورقصات موسيقية. بالإضافة إلى ذلك، لدى سان بارتيلمي سمعة كونها وجهة سياحية شهيرة دولية أدت إلى مناخ اجتماعي أكثر انفتاحًا واسترخاءً للأشخاص المثليين أكثر من المناطق الكاريبية الفرنسية الأخرى.
يتم قبول الأشخاص المثليين والمثليات ومزدوجي التوجه الجنسي في كاليدونيا الجديدة على نطاق واسع، ويتمتعون بالحياة الليلية الكبيرة. وهذا أكثر بروزا في المقاطعة الجنوبية من المقاطعة الشمالية ذات الأغلبية من شعب الكاناك أو جزر الولاء. ووفقا لدراسة استقصائية أجريت في عام 2008، وافق 65% من الفتيان و 77% من الفتيات في كاليدونيا الجديدة على عبارة «المثليون جنسياً أناس مثل أي أناس آخرين». ومع ذلك، أبلغ شعب الكاناك عن قبول أقل. في عام 2006، اقترحت جزيرة ليفو «قانون الأسرة»، الذي سعى إلى حظر المثلية الجنسية وفرض عقوبات الطرد أو الإعدام دون محاكمة للمثليين جنسياً. لم يحصل الاقتراح على الموافقة.
وبالمثل، فإن لا ريونيون معروفة بأنها ترحب بالأشخاص المثليين، وقد وصفت بأنها «ملاذ صديق للمثليين جنسياً في أفريقيا». في عام 2007، أطلقت سلطات السياحة المحلية ميثاق «الترحيب بالمثليين» في مشغلي الرحلات والفنادق والحانات والمطاعم. هناك شواطئ شهيرة صديقة لمثليي الجنس في «سان-لو» ("Saint-Leu") و«ليتانغ-سالي» ("L'Étang-Salé"). مايوت، من ناحية أخرى، جزيرة أغلب سكانها مسلمون بشكل كبير، وهو ما يؤثر على نظرة المجتمع للأقليات الجنسية وتوجد هناك تقارير عن رفض الأسرة، والتحرش والتمييز ضدهم في الجزيرة. لدى مايوت تقليد قديم من «سارامبافيس» (sarambavis)، والتي في لغة «شيمايور» تشير إلى الرجال الذين يختارون اتباع «قانون النساء»، وبالتالي يرتدون ملابس ويتصرفون كالنساء ويشتركون في الأنشطة النسائية التقليدية. في السنوات الأخيرة، استخدم هذا المصطلح كمصطلح إهانة وتحقير للمثليين جنسيا. ومع ذلك، أُجري أول زواج مثلي في مايوت، وهو الأول من نوعه في ولاية قضائية ذات أغلبية مسلمة، في أيلول/سبتمبر 2013 مع حدوث ضجة صغيرة فقط.
يعتبر حضور المثليين أكثر محدودية في غيانا الفرنسية، على الرغم من إبلاغ مجتمع المثليين عن «شعور متزايد بالقبول»، والذي ينسبه الكثيرون إلى العائلات والمجتمعات المحلية المتقاربة في غيانا. تميل المثلية الجنسية إلى أن تكون من المحرمات بين شعوب الهنود الأمريكيين وشعب «اليوشينينغ» ("Bushinengue") حيث يكون الضغط من أجل الامتثال والزواج من شريك مغاير جنسيا قويا جدا. ويحظى الشرف العائلي والقبلي بتقدير كبير في هذه الثقافات، وعادة ما يتم نبذ أولئك الذين «يجلبون العار إلى عائلاتهم».
في حين أن بولينيزيا الفرنسية تميل إلى أن تكون محافظة اجتماعيًا أكثر، إلا أنها أصبحت أكثر قبولا ومتسامحًا مع الأشخاص المثليين في السنوات الأخيرة. في عام 2009، تأسست أول منظمة تدافع عن حقوق مثليين في الإقليم تسمى ب«كوزان كونزين» (بالفرنسية: Cousins Cousines)‏، كما تم تنظيم أول مسيرة فخر المثليين في نفس العام. علاوة على ذلك، فإن المجتمع البولينيزي الفرنسي لديه تقليد طويل من تربية بعض الأولاد كبنات وذلك للعب دور محلي مهم في الحياة المجتمعية (بما في ذلك الرقص والغناء والأعمال المنزلية). يُعرف هؤلاء الأفراد باسم ماهو ("māhū")، وينظر إليهم المجتمع على أنهم ينتمون إلى الجنس الثالث. وهو ما يشبه فاآفافين ("fa'afafine") من ساموا و«واكاواهين» ("whakawāhine") من نيوزيلندا. تاريخيا، كان يحظى الأشخاص «الماهو» بمكانة عالية بين النبلاء، وكان لا يتم إخصاءهم على عكس ما كان يحدث للمخصيين. في اللغة التاهيتية من ناحية أخرى، يشير مصطلح «راي راي» ("RaeRae") إلى المتحولين جنسياً في العصر الحديث الذين يخضعون لعمليات طبية لتغيير الجنس. ينبغي عدم الخلط بين «ماهو» و«راي راي» إذ أن هو هوية بولينيزية ثقافية وتقليدية معترف بها، في حين أن تشمل هوية المتحولين جنسيا في العصر الحالي.
يعتبر حضور المثليين محدودا للغاية في كل من سان بيار وميكلون، ويرجع ذلك أساسا إلى عدد سكانها صغير. في كلتا المنطقتين، تميل المثلية الجنسية إلى أن تكون مقبولة مع وجود جدل قليل حول المسألة. في واليس وفوتونا، كما في أغلب الشعوب البولينيزية، تحظى العائلة بدور اجتماعي كبير، ولا يتم الاهتمام بالمثلية الجنسية إلا إذا أثرت على العائلة. مثل بولينيزيا الفرنسية، لدى واليس وفوتونا، أيضًا مجموعة من الجنس الثالث التقليدي والمعروف ب:«الفاكافافين». تم الاحتفال بأول زواج مثلي في واليس وفوتونا في 2016.

## ملخص
| قانونية النشاط الجنسي المثلي                                                                 | (منذ عام 1791)                                                   |
| المساواة في السن القانوني للنشاط الجنسي                                                      | (ماعدا بين عامي1942-1982)                                        |
| قوانين مكافحة التمييز في التوظيف                                                             | (منذ عام 1985)                                                   |
| قوانين مكافحة التمييز في توفير السلع والخدمات                                                | (منذ عام 1985)                                                   |
| قوانين مكافحة التمييز في جميع المجالات الأخرى (تتضمن التمييز غير المباشر، خطاب الكراهية)     | (منذ عام 2004)                                                   |
| قوانين مكافحة أشكال التمييز المعنية بالهوية الجندرية                                         | (منذ عام 2012 و 2016)                                            |
| زواج المثليين                                                                                | (منذ عام 2013)                                                   |
| الاعتراف القانوني بالعلاقات المثلية                                                          | (منذ عام 1999)                                                   |
| تبني أحد الشريكين للطفل البيولوجي للشريك الآخر                                               | (منذ عام 2013)                                                   |
| التبني المشترك للأزواج المثليين                                                              | (منذ عام 2013)                                                   |
| يسمح للمثليين والمثليات ومزدوجي التوجه الجنسي والمتحولين جنسيا الخدمة علناً في القوات المسلحة | Yes                                                              |
| الحق بتغيير الجنس القانوني                                                                   | (منذ عام 1992)                                                   |
| الحصول على أطفال أنابيب للمثليات                                                             | (في الانتظار)                                                    |
| الأمومة التلقائية للطفل بعد الولادة                                                          | (في الانتظار)                                                    |
| تأجير الأرحام التجاري للأزواج المثليين من الذكور                                             | (محظور على جميع الأزواج بغض النظر عن التوجه الجنسي)              |
| إلغاء تصنيف التحول الجنسي كمرض                                                               | (منذ عام 2009)                                                   |
| السماح للرجال الذين مارسوا الجنس الشرجي بالتبرع بالدم                                        | / (منذ عام 2016: فترة تأجيلية بعد سنة واحدة من عدم ممارسة الجنس) |